# Legend of Grimrock 2
Legend of Grimrock 2 — компьютерная ролевая игра, созданная финской инди-студией Almost Human, продолжение оригинальной Legend of Grimrock 2012 года. Дата выпуска игры — 15 октября 2014 года для Windows и март 2015 для Mac OS X.

## Игровой процесс

Скриншот игры. Действие происходит на поверхности, виден водный канал, доступный для исследования.

Legend of Grimrock 2 — это игра об исследовании подземелий от первого лица, вдохновленная классическими представителями жанра, такими как Dungeon Master. Вместе с тем в игру был добавлен и ряд современных функций, таких как нелинейное развитие событий, многоуровневые подземелья, механика травм игровых персонажей, а также возможность плавать под водой и даже ловить при этом рыбу. Игрок управляет командой из четырёх персонажей, которых он перемещает по трёхмерным локациям, условно поделённым на квадраты. 
Героям предстоит обследовать остров и его  окрестности в поисках полезных предметов, пропитания и оружия для борьбы с врагами, решая головоломки, зарабатывая опыт и развивая навыки. В отличие от оригинальной Legend of Grimrock действие происходит не только в подземельях, но и на поверхности. В игре предусмотрена смена дня и ночи, а значит будет необходимо позаботиться об источнике света в ночное время. На начальных этапах — это факелы, которые сравнительно быстро сгорают. Для воинов можно найти разного рода оружие, которым они, возможно, не смогут пользоваться, пока не разовьют определённые способности. Маги изучат заклинания с помощью свитков, которые найдут на острове, алхимики отыщут инструменты, рецепты и ингредиенты для приготовления зелий и метательных бомб. Временами героям будут попадаться сундуки, мешки и ящики с полезными вещами и едой, а пустые контейнеры затем можно использовать в их собственном инвентаре. Также на острове разбросаны множество заметок и карт неизвестного происхождения, которые могут привести к сокровищам, а также письма от загадочного Владыки острова, содержащие подсказки для продвижения.
Игра отличается большим количеством различных, порой весьма нетривиальных и сложных даже для подготовленного игрока логических головоломок. Сложность варьируется от загадок с простым очевидным решением до многоступенчатых механических головоломок. Решение многих головоломок не является обязательным для прохождения, но после их разгадки игрок получит уникальные предметы и снаряжение. В бою персонажи группы сражаются с врагами в реальном времени, что позволяет маневрировать в окружающей среде и одновременно сражаться с врагами.
В игре реализованы дополнительные режимы сложности, которые отключают внутриигровую систему карт и позволяют сохранять прогресс только в заранее определённых местах.

## Сюжет
События Legend of Grimrock 2 разворачиваются в той же фэнтезийной вселенной, что и в оригинальной Legend of Grimrock. Главные герои игры — четверо узников, перевозимых морем на корабле, который терпит крушение недалеко от острова Некс (англ. Isle of Nex), что находится недалеко к юго-западу от основного континента Северных Королевств (англ. The Northen Realms). Незадачливых мореплавателей выбросило на берег и теперь им предстоит выжить. За их продвижением следит таинственный Повелитель острова, который то подсказывает пленникам, то насмехается над ними во время их испытаний.
Заключённые должны отыскать несколько стихийных самоцветов, разбросанных по острову, и использовать их, чтобы войти в замок, который возвышается в центре острова. На верхних этажах замка им предстоит встретиться с самим владыкой острова, одолеть его в бою и выбраться, наконец, с острова. В альтернативной концовке группа противостоит Повелителю в скрытом подземелье, чтобы узнать истинное предназначение острова: беречь и защищать секрет его сотворения.

## Разработка и системные требования
| Системные требования    | Системные требования                     | Системные требования                     |
| ----------------------- | ---------------------------------------- | ---------------------------------------- |
|                         | Минимальные                              | Рекомендуемые                            |
| ПК                      |                                          |                                          |
| ОС                      | Windows XP                               | Windows 7                                |
| ЦПУ                     | Dual Core 2.33 GHz Intel или 3.0 GHz AMD | Quad Core 2.66 Ghz Intel или 3.2 GHz AMD |
| Объём ОЗУ               | 2 GB                                     | 4 GB                                     |
| Место на диске          | 2 GB свободного места на жёстком диске   | 2 GB свободного места на жёстком диске   |
| Информационный носитель | Цифровая дистрибуция                     | Цифровая дистрибуция                     |
| Видеокарта              | Geforce GTX 8800/AMD Radeon 4850         | Geforce GTX 660Ti/AMD Radeon 6850        |
| Звуковая плата          | Direct X 9.0c                            | Direct X 9.0c                            |
| Устройства ввода        | клавиатура, компьютерная мышь            | клавиатура, компьютерная мышь            |

Legend of Grimrock 2 изначально разрабатывалась как загружаемый контент (DLC) для первой игры. Однако сотрудники студии вскоре поняли, что с учётом новых идей, разработка продукта в качестве DLC ограничивается несовершенством игрового движка оригинальной игры. У студии также было достаточно концептуальных замыслов для полноценного продолжения. В начале 2013 года было принято решение, что основное действие новой игры будет происходить на поверхности (острове) вместо подземелий, что серьёзно увеличило объём работы. В связи с этим был выделен гораздо больший, чем у первой игры бюджет, так как команда разработчиков была расширена, а времени на разработку потребовалось вдвое больше. Тем не менее, уже по состоянию на ноябрь 2014 года прибыль от продаж игры почти полностью вернула затраченные средства. Системные требования указаны на официальном сайте серии игр.

## Отзывы
| Сводный рейтинг | Сводный рейтинг         |
| Агрегатор       | Оценка                  |
| --------------- | ----------------------- |
| GameRankings    | 84,91 %                 |
| Metacritic      | 85/100 (PC, 38 обзоров) |

Игра получила преимущественно положительные отзывы. На сайте-агрегаторе Metacritic средняя оценка игры составляет 85 из 100 на основе 38 обзоров для платформы PC. Обозреватели в целом хвалят «уровень сложности игры и освежающий акцент на редком жанре», отмечая при этом «ряд улучшений по сравнению с предшественником, расширенный охват, лучшую систему развития персонажей и большую свободу действий в целом».
Летом 2018 года, благодаря уязвимости в защите Steam Web API, стало известно, что точное количество пользователей сервиса Steam, которые играли в игру хотя бы один раз, составляет 260 443 человека.